# Oberdeutsche Zeitung
Die Oberdeutsche Zeitung war eine Zeitung mit Redaktionssitz in Karlsruhe. Sie erschien unter diesem Namen zwischen dem 1. Januar 1841 und dem 30. September 1842. Ab dem Jahr 1843 wurde sie als Deutsches Wochenschrift erneut vertrieben, bevor die Zeitung im September 1843 endgültig eingestellt wurde. 
Ihre politische Haltung war konservativ. Ihre Artikel zeichneten sich durch eine antipreußische und antifranzösische Positionen aus. Dadurch fiel sie sogar dem österreichischen Staatskanzler Metternich auf. Dieser sah in der Oberdeutschen Zeitung ein Beispiel für pro-österreichische Sympathiewerbung und einer konstruktiven Presselenkung im reaktionären Sinne. Innerhalb Badens hielt man die Oberdeutsche Zeitung für ein Produkt Österreichs. 
Die geringen Abonnementenzahlen führten zur baldigen Einstellungen des publizistischen Vorhabens, da sie nicht wirtschaftlich produziert werden konnte.
Redakteur der Zeitung war Friedrich Giehne.